# Opharus bimaculata
Opharus bimaculata là một loài bướm đêm thuộc phân họ Arctiinae, họ Erebidae.